# Eucithara ubuhle
Eucithara ubuhle is een slakkensoort uit de familie van de Mangeliidae. De wetenschappelijke naam van de soort is voor het eerst geldig gepubliceerd in 1992 door Kilburn.